# メタルギアソリッド タッチ
『メタルギアソリッド タッチ』 (METAL GEAR SOLID TOUCH) は、小島プロダクションが開発したiPhone及びiPod touch用のゲームソフト。
先行版が日本時間の2009年3月19日に、同年4月23日に完全版の配信が開始された。先行版の購入者は、無料のアップデートで完全版へ移行することができた。2015年9月10日に配信終了。

## 概要
2008年12月17日にKONAMI NEWS RELEASEにて製作を正式発表。タッチパネルによる直感的な操作で、照準を動かしたりズームへの切り替えなどが行える。
先行版には12のステージが収録されており、完全版に移行後は20ステージが収録。その後も順次追加ステージを配信する予定。ステージにおけるロケーションや登場するキャラクターなどの設定はMGS4のストーリーに準じた構成になっている。ステージの合間にはMGS4などからのイメージ映像が挿入され、物語が進行する。各ステージをクリアするとポイントが付与され、集めたポイントを使用して「メタルギア」シリーズの動画視聴や壁紙の入手などが行える。